# Collège Notre-Dame d'Acadie
Le Collège Notre-Dame d'Acadie était un collège canadien. Il fut fondé par les Religieuses Notre-Dame du Sacré-Cœur à Memramcook en 1943 ; il fut le premier à décerner des baccalauréats aux filles. Le collège fut déplacé en 1949 à Moncton, dans un édifice de la rue Archibald, face à l'hôpital Dr.-Georges-L.-Dumont. Mère Jeanne de Valois fut supérieure du collège de 1947 à 1954. L'une des diplômée du collège fut Antonine Maillet. En 1992, elle publie le roman Les Confessions de Jeanne de Valois.
L'Université de Moncton ouvrit à proximité en 1963. Le Collège Notre-Dame d'Acadie ferma ses portes en 1965 car les filles étaient désormais acceptées à la nouvelle université. Le bâtiment fut rénové en 1982 à l'usage de Pêche et Océans Canada et abrite le Centre des pêches du Golfe. C'est un édifice fédéral du patrimoine reconnu depuis le 16 février 1995.